# Attaque du 23 avril 2021 à Rambouillet
L'attaque du 23 avril 2021 à Rambouillet est une attaque terroriste islamiste au couteau perpétrée au commissariat de police de Rambouillet. L'attaquant fait une victime, une adjointe administrative du commissariat, avant d'être abattu.

## Victime
La victime, Stéphanie Monfermé, est une policière, agente administrative au secrétariat du commissariat de Rambouillet, née le 1er février 1972 à Coutances. Elle a grandi à Montmartin-sur-Mer, département de la Manche, avant d'emménager à Saint-Léger-en-Yvelines. Elle y vivait avec son mari, boulanger, et leurs deux filles, âgées de 13 et 18 ans au moment des faits. Elle présidait le club de danse country local, le Saint-Léger Western, depuis plusieurs années, et était investie dans l'association des affaires scolaires et périscolaires du village. Elle était très proche de Jean-Pierre Ghibaudo, le maire divers droite de la commune, dont elle était la voisine.

### Hommage
Elle est faite chevalier de la Légion d'honneur à titre posthume le 30 avril 2021, lors de l'hommage national qui lui est rendu à Rambouillet,. 

## Déroulement de l'attentat

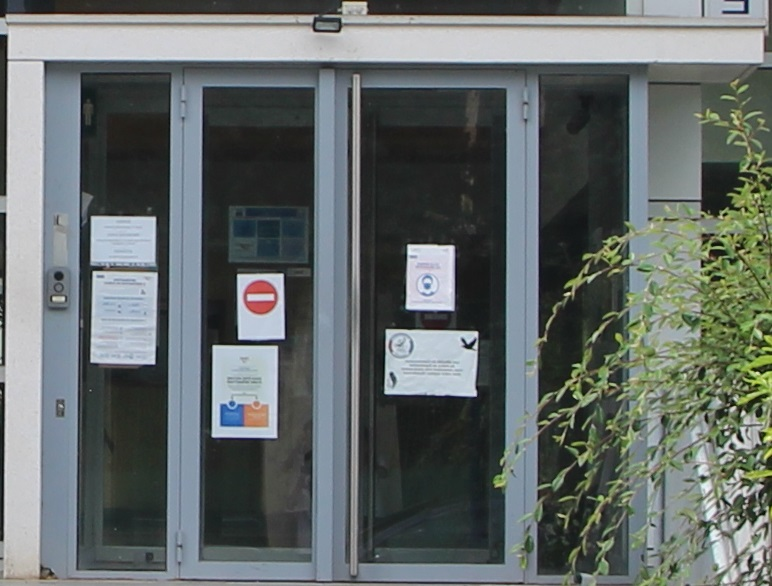
La porte d'entrée du sas, où Stéphanie Monfermé a été mortellement agressée par Jamel Gorchane.

Le 23 avril 2021, vers 14 h 20, Jamel Gorchene, chauffeur-livreur âgé de 36 ans, arrive aux abords du commissariat de police de Rambouillet, dans les Yvelines. Il repère sa victime et moins de 15 minutes plus tard, il l'enserre d'un bras, la plaque contre une vitre du sas d'entrée et la poignarde au moyen d'un couteau doté d'une lame de 22 cm,. Gorchene lui assène deux coups : le premier à l'abdomen et le second, fatal, à la gorge,, avant d'être abattu par un brigadier de police,. La victime, transportée à l'hôpital en état d'urgence absolue, décède des suites de ses blessures à l'âge de 49 ans. Selon des témoins, l'assaillant a crié « Allahu akbar »,.

## Enquête

### Auteur
L’assaillant, Jamel Gorchene, est un ressortissant tunisien né le 3 octobre 1984 à M'saken, arrivé en France en 2009 en situation irrégulière. Souffrant de « graves troubles psychologiques » et « dépressif », il était suivi par un psychiatre,.  
Il est resté en situation irrégulière pendant environ dix ans avant de bénéficier d'une régularisation en 2019. Selon Le Point, Gorchene « a biaisé, voire triché »[Quoi ?], en profitant de la circulaire dite « Valls » avec « pouvoir discrétionnaire » du préfet. Selon le parquet national anti-terroriste, « il avait bénéficié en 2019 d'une autorisation exceptionnelle de séjour salarié, puis d'une carte de séjour en décembre 2020, valable jusqu'en décembre 2021 ».
Lors de son arrivée sur le territoire français, Jamel Gorchene rejoint à Nice un autre Tunisien, Mohamed Lahouaiej Bouhlel, l’auteur de l’attentat du 14 juillet 2016 à Nice, installé depuis cinq ans en France. Ils sont amis d’enfance et originaires de la même ville en Tunisie. 
Il était inconnu des services de police français et tunisiens. Selon son profil Facebook, jusqu'en 2020, ses publications concernent la lutte contre l'islamophobie, la défense de la communauté musulmane et les déclarations du polémiste Éric Zemmour,,,,,. Mais ses interventions, depuis avril 2020, se restreignent à des prières et des  versets coraniques.
Quelques jours après l'assassinat de Samuel Paty, qui a montré en cours des caricatures de Mahomet, Jamel Gorchene rejoint une campagne intitulée Respectez Mohamed prophète de Dieu et change sa photo de profil. Selon le journaliste Nicolas Beau, tout montre que depuis 2009, Jamel Gorchène a été l’objet d’une radicalisation lente mais  progressive, même si cette dernière semble avoir échappé à toute surveillance des services anti-terroristes. Il aurait été influencé par les prêches radicaux du cheikh Ali al-Qaradaghi (en) qu'il suivait religieusement et retweetait.
Jamel Gorchene a regardé des vidéos glorifiant le martyre et le jihad juste avant l'attaque.

### Investigations
Le parquet national antiterroriste se saisit de l'affaire.
Selon une source policière, les faits se sont produits vers 14 h 20 dans le sas du commissariat.
Des perquisitions sont effectuées et trois personnes sont dans un premier temps placées en garde à vue. Une quatrième personne, membre de la famille de l'assaillant résidant en Seine-Saint-Denis, est placée en garde à vue le lendemain des faits, puis un cousin de l'assaillant est à son tour placé en garde à vue. Les cinq personnes gardées à vues sont finalement toutes libérées sans poursuites.

## Réactions

### En France

#### Pouvoirs publics
Le Premier ministre Jean Castex et le ministre de l'Intérieur Gérald Darmanin se rendent sur place. Depuis le Tchad où il assiste aux obsèques d'Idriss Déby, le président de la République Emmanuel Macron salue la mémoire de la victime : « Elle était policière. Stéphanie a été tuée dans son commissariat de Rambouillet, sur les terres déjà meurtries des Yvelines. La Nation est aux côtés de sa famille, de ses collègues et des forces de l’ordre. Du combat engagé contre le terrorisme islamiste, nous ne céderons rien. » Il rencontre la famille de la victime le lendemain des faits.
- Le président de l'Assemblée nationale, Richard Ferrand, déclare : « Nos forces de l'ordre ont été lâchement attaquées. La Nation tout entière perd une fonctionnaire de police, dévouée à la sécurité de tous. »[33]
- Le président du Sénat, Gérard Larcher, déclare : « J'apprends avec effroi l'assassinat d'une fonctionnaire de police du commissariat de Rambouillet. Une victime de plus du terrorisme islamiste. »[33]
- La présidente de la région Île-de-France, Valérie Pécresse, déclare : « À Rambouillet, le terrorisme islamiste a frappé le visage de la France. Face à cette volonté de nous déstabiliser nous devons mobiliser toutes nos forces. » Elle déclare qu'« il faut cesser de nier le lien entre terrorisme et immigration »[34],[35]

La mairie de Loriol-sur-Drôme a mis en berne le drapeau.

#### Police
Dans plusieurs lieux en France, des fonctionnaires de police observent une minute de silence, par exemple à Reims.

#### Partis politiques
Pour les partis politiques, la présidente du Rassemblement national, Marine Le Pen, critique la décision de régulariser un immigrant en situation irrégulière. Le président de La France insoumise, Jean-Luc Mélenchon, dénonce un « meurtre révoltant ». Le secrétaire national d'Europe Écologie Les Verts, Julien Bayou, exprime sa « solidarité avec les forces de l’ordre face à cette terrible et lâche attaque. ».

### À l'étranger
Dans un communiqué officiel, la Tunisie condamne fermement l'attaque perpétrée par l'un de ses ressortissants.
L'attaque est relayée par des médias internationaux,,,,,.

### Fait à caractère islamophobe
Le 30 avril 2021, le centre culturel islamique Avicenne de Rennes, qui avait déjà été la cible de dégradations islamophobes trois semaines auparavant, en est une nouvelle fois victime. L'un des graffiti fait cette fois-ci explicitement référence à l'attaque de Rambouillet survenue une semaine plus tôt : « On vous avait prévenu, l'immigration tue... #Rambouillet ».

## Hommage national
- Le lundi 26 avril, une cérémonie s'est tenue derrière l'hôtel de ville de Rambouillet en présence de la maire Véronique Matillon, des ministres Marlène Schiappa et Gérald Darmanin ainsi que du président du Sénat Gérard Larcher[49].
- Le jeudi 29 avril, le Président, Emmanuel Macron et son épouse, Brigitte Macron, ont assisté à titre privé aux funérailles de la fonctionnaire de police. Très peu d'officiels ont été conviés, seuls les maires de Saint-Léger, Rambouillet et Thoiry étaient présents[50].
- Le vendredi 30 avril, le Premier ministre Jean Castex a présidé une cérémonie d'hommage national place André-Thome-et-Jacqueline-Thome-Patenôtre, à Rambouillet. Plusieurs officiels se sont rendus sur place comme Gérald Darmanin, Éric Dupond-Moretti, Amélie de Montchalin, Marlène Schiappa, Nadia Hai ou encore Gabriel Attal. Stéphanie Monfermé a été citée à l'ordre de la nation et a reçu à titre posthume la légion d'honneur[51].

## Analyses
Après l'attaque de Rambouillet, plusieurs médias se penchent sur la situation du terrorisme islamiste en Tunisie,. 
Le journal tunisien La Presse de Tunisie note que c’est la deuxième fois en cinq mois qu’un ressortissant tunisien commet un acte terroriste en France. Selon Chokri Ben Nessir, cette récurrence des actes terroristes commis par des concitoyens tunisiens « écœure les Tunisiens, fait honte à la diaspora et inquiète les autorités ». 
Pour cet éditorialiste, un travail de prévention contre la radicalisation des Tunisiens à l’étranger est indispensable, car c’est une responsabilité qui incombe également à l’État tunisien. Le juriste tunisien Yadh Ben Achour, pointe, lui, le rôle du mouvement islamiste Ennahdha au pouvoir dans l’essor du djihadisme en Tunisie. Il existe, selon lui, « un laisser-aller en Tunisie face aux questions de radicalisation et de terrorisme. » Hazem Ksouri, avocat au barreau de Tunis et titulaire d’un master en droit international sur la lutte antiterroriste, plaide pour une meilleure coopération interétatique dans la lutte contre le terrorisme islamiste.